# Julio Luna
Julio César Luna Fermín (Maturín, estado Monagas, Venezuela; 7 de enero de 1973 y criado en Carúpano, Sucre) es un deportista venezolano de la especialidad de Halterofilia quien fue campeón de Centroamérica y del Caribe en Mayagüez 2010.

## Trayectoria
La trayectoria deportiva de Julio Luna se identifica por su participación en los siguientes eventos nacionales e internacionales:
Julio Luna inició su trayectoria deportiva en 1986, dentro de la categoría de 56 kilogramos. En 1991, en los Juegos Bolivarianos realizados en Perú, ganó las tres medallas de oro: en envión, arranque y total, en 83 kilogramos. 
En 1995, en la misma categoría, en los Juegos Panamericanos, obtuvo tres medallas de oro. En 1996, en los Juegos Olímpicos de Atlanta 96 cambió a la categoría de 91 kilogramos, pero no logró medallas (Se clasificó sexto en envión, noveno en arranque y octavo en total).
Sin embargo, en 1997 en Cuba, en el Memorial Manuel Suárez logró dos medallas de oro (en envión y total) y una de plata (en arranque). En el evento continental del 2003 celebrado en Santo Domingo, República Dominicana, Luna se hizo con la victoria en la categoría de 94 kilogramos al levantar con el arranque y el envión un acumulado de 395 kg. para establecer un nuevo récord continental.
En los Juegos Panamericanos de 2007 celebrados en Río de Janeiro repitió la medalla de plata conseguida en los XX Juegos Centroamericanos y del Caribe que se habían celebrado el año anterior en Cartagena de Indias.

### Juegos Centroamericanos y del Caribe
En 1993, logró dos medallas de oro y una de plata en los Juegos Centroamericanos y del Caribe celebrados en Ponce (Puerto Rico), en la categoría de 83 kilogramos. Además fue reconocido su triunfo de ser el quinta deportista con el mayor número de medallas de la selección de  Venezuela en los juegos de Mayagüez 2010.

#### Juegos Centroamericanos y del Caribe de Mayagüez 2010
Su desempeño en la vigésima primera edición de los juegos, se identificó por ser el vigésima novena deportista con el mayor número de medallas entre todos los participantes del evento, con un total de 3 medallas:

- , Medalla de oro: 105 kg
- , Medalla de oro: 105 kg Arrancada
- , Medalla de oro: 105 kg Envión

## Participaciones olímpicas
Julio Luna ha participado en cuatro ediciones consecutivas de los Juegos Olímpicos: Barcelona 92, Atlanta 96, Sídney 2000 y Atenas 2004. En esta última edición logró su mejor posición: quinto puesto, además de ser el Abanderado Nacional de Venezuela para esta cita iolímpica.
Formó parte del equipo nacional de halterofilia venezolano de  Beijing 2008 como primer suplente, pero al no participar no pudo igualar el récord de cinco participaciones consecutivas en los Juegos Olímpicos de Verano de los levantadores de peso húngaro Imre Földi, los alemanes Ronny Weller e Ingo Steinhöfel y el estadounidense Norber Schemansky.
| Edición de los Juegos | Deporte      | Selección Nacional | Posición Final |
| Barcelona 92          | Halterofilia | Venezuela          | 16             |
| Atlanta 96            | Halterofilia | Venezuela          | 9              |
| Sídney 2000           | Halterofilia | Venezuela          | 8              |
| Atenas 2004           | Halterofilia | Venezuela          | 5              |